# Rhazya stricta
Rhazya stricta är en oleanderväxtart som beskrevs av Joseph Decaisne. Rhazya stricta ingår i släktet Rhazya och familjen oleanderväxter. Inga underarter finns listade i Catalogue of Life.